# Erik Lindegren
Johan Erik Lindegren, né le 5 août 1910 à Luleå et mort le 31 mai 1968 à Stockholm, est un poète et traducteur suédois, également actif comme critique littéraire et librettiste.
Il occupe le siège nº17 de l'académie suédoise de 1962 à sa mort.

## Biographie
Jeune lycéen à Östersund, Lindegren publie des poèmes dans Heimdall, le journal interne de son établissement. Un premier recueil, Posthum ungdom (litt. Jeunesse posthume) parait en 1935. Il s'intéresse bientôt au modernisme en provenance de France, d'Angleterre et chez les auteurs finlandais d'expression suédoise. Le recueil Kriser och kransar de Birger Sjöberg est aussi une influence décisive. Concernant la poésie moderniste étrangère, Lindegren tire son érudition de ses activités de traducteur et de critique littéraire, mais aussi de contacts personnels avec par exemple Artur Lundkvist et les modernistes finlandais d'expression suédoise. Rabbe Enckell joue également un rôle central dans sa formation.
Après plusieurs années de travail laborieux, durant lesquelles il est à la recherche de sa propre orientation poétique, tout en s'efforçant de vivre de sa plume, Lindegren trouve sa voie en 1939-1940, ses poèmes devenant plus densément imagés, mais aussi plus sûrs rythmiquement. Sous l'influence d'une suite poétique de Lawrence Durrell, The Sonnets of Hamlet (1939), et des premiers mois de la Seconde Guerre mondiale, qui le frappe par son absurdité et son indifférence à la vie humaine, il écrit Mannen utan väg (litt. L'Homme sans chemin), dont une première version est finalisée en août 1940. Lindegren propose le recueil à l'éditeur Bonnier, qui le refuse sans ménagement. Son ami Artur Lundkvist lui apprendra plus tard que Mannen utan väg est raillé dans les couloirs de la maison d'édition comme l'œuvre d'un fou. Une sélection des poèmes est publiée en 1941 par le magazine Horisont, mais pour le reste Lindegren n'a que peu de publications à son actif, et doit alors beaucoup au soutien financier de son père.
En 1942, il entre à la rédaction culturelle du quotidien Aftontidningen, après avoir été remarqué par son directeur, Stig Ahlgren. Il y trouve enfin un forum d'expression, et se fait bientôt connaitre comme un jeune critique alerte à la plume très sûre, et disposant d'une inhabituelle exposition internationale.
La même année, il se résout à publier à compte d'auteur Mannen utan väg. Grâce à la puissance et à la concision de ses descriptions, à la richesse de ses métaphores et à sa représentation du contemporain, cette œuvre révolutionnaire occupe une place de choix dans la littérature suédoise des années 1940, et du mouvement moderniste en général. Si la première édition passe quasi-inaperçue, elle n'en devient pas moins une œuvre culte. En 1945, le recueil est réédité chez Bonnier et fait naitre un débat sur la poésie, le langage et l'incompréhension, auquel participent entre autres Sten Selander et Karl Vennberg.
Le recueil Sviter (litt. Suites) est publié en 1947. Lindegren s'y montre sous un nouveau visage, en chantre de l'amour, avec de nombreuses références au romantisme anglais et allemand du XIXe siècle. Vinteroffer, paru en 1954, et qui reste comme son dernier recueil de poésie, marque un nouveau jalon, tout comme sa nomination au poste de rédacteur en chef et de journaliste pluridisciplinaire au magazine Prisma, « la revue de l'art contemporain sous toutes ses formes » (1948-50). Il y collabore entre autres avec Karl-Birger Blomdahl, Hjalmar Gullberg et Ilmar Laaban.
L'intérêt de Lindegren pour la culture s'étend sur un large spectre, et l'amène à collaborer avec entre autres les artistes du groupe Halmstad, dont il retranscrit les peintures sous forme poétique (Deviser, 1947), avec le compositeur Karl-Birger Blomdahl (qui met en musique son poème Pastoralsvit en 1948 et créé l'oratorio I speglarnas sal en 1953 à partir des poèmes de Mannen utan väg) ou encore avec la chorégraphe Birgit Åkesson (les librettos des balais Sisyfos en 1954, Minotaurus en 1958 et Riter en 1961).

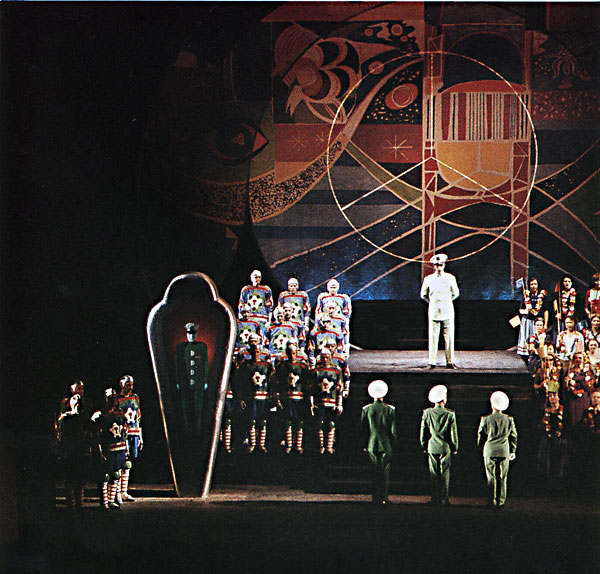
La première d'Aniara à l'opéra royal de Stockholm en 1959.

Passionné de musique, Lindegren est dans les années 1950 et 1960 surtout actif comme librettiste. Il retravaille en particulier le poème épique de Harry Martinson, Aniara, que Karl-Birger Blomdahl transforme en opéra (1958-59). Également en collaboration avec Blomdahl, il écrit le libretto de l'opéra Herr von Hancken, d'après le roman éponyme de Hjalmar Bergman (1963). Dans cette même veine, il signe la version suédoise d'Un ballo in maschera, qui devient bientôt une référence. L'action est transposée à la cour de Gustave III, comme le compositeur Giuseppe Verdi l'avait souhaité. Pour retranscrire l'air du temps, Lindegren puise dans la littérature suédoise du XVIIIe siècle, notamment chez Johan Henric Kellgren. En 1961, il signe une nouvelle traduction du Don Giovanni de Mozart.
Très actif comme traducteur, Lindegren s'attaque à quelques-uns des grands noms de la littérature mondiale, tels que Saint-John Perse, Rainer Maria Rilke, T.S. Eliot ou encore William Faulkner.
Après la mort de Dag Hammarskjöld, il est élu au siège nº17 de l'académie suédoise. Sept ans plus tard, c'est Johannes Edfelt qui lui rend hommage dans son discours de réception: « Erik Lindegren symbolise pour moi avant tout un instrument poétique vrai, une vigueur descriptive rarement atteinte dans l'œuvre lyrique suédoise ».
Lindegren repose au cimetière d'Ingarö dans l'archipel de Stockholm. Sa tombe porte l'inscription « Cor cordium ». À l'occasion du centième anniversaire de sa naissance, la maison d'édition Themis publie en 2010 Samlade dikter, une intégrale de son œuvre lyrique, qui inclut des poèmes qui n'avaient jusqu'alors jamais été publiés dans un livre.
Le prix Erik-Lindegren est décerné tous les deux ans depuis 1992.

## Vie personnelle
Erik Lindegren est le petit-fils du compositeur Johan Lindegren (1842-1908), l'époux de la conservatrice Karin Lindegren (1924-2012) et le père du professeur d'histoire à l'université d'Uppsala Jan Lindegren (né en 1949).

## Œuvres
Poésie
- Posthum ungdom. Bonnier. 1935.
- Mannen utan väg. Seelig. 1942.
- Sviter. Bonnier. 1947.
- Dikter 1942-1947. Bonnier. 1954.
- Vinteroffer. Bonnier. 1954.
- Dikter 1940-1954 : ett urval. Bonnier. 1962.
- Samlade dikter. Themis. 2010.  (ISBN 978-91-978359-2-3).
- Björnungar : ett litet urval efterlämnade dikter. Rönnells antikvariat. 2010.  (ISBN 978-91-977955-5-5)

Collaboration avec Karl-Birger Blomdahl
- Karl-Birger Blomdahl, Erik Lindegren. I speglarnas sal. Oratorio d'après le recueil Mannen utan väg.
- Karl-Birger Blomdahl. Aniara : en revy om människan i tid och rum. Opéra en 2 actes (7 scènes) d'après le poème épique de Harry Martinson.
- Karl-Birger Blomdahl, Erik Lindegren, Anthony Gilbert, Herbert Sandberg, Hjalmar Bergman. Herr von Hancken. Opéra en trois actes.
- Saint-John Perse, Karl-Birger Blomdahl, Erik Lindegren. Anabase. 1971.

Traduction
- opéra
  - Giuseppe Verdi. Maskeradbalen. AB. 1958.
  - Wolfgang Amadeus Mozart. Don Juan. Bonnier. 1961.
- poésie
  - 19 moderna franska poeter. Bonnier. 1948. (avec Ilmar Laaban)
  - Saint-John Perse. Jord, vindar, hav. Bonnier. 1956.
  - Nelly Sachs. Än hyllar döden livet. Bonnier. 1964.
  - Zbigniew Herbert. I stridsvagnens spår. Bonnier. 1965. (avec Erik Mesterton)
  - Kathleen Raine. Den osedda rosen. Ellerström. 1988. (avec Lasse Söderberg, Rut Hillarp)
- autre
  - T. S. Eliot. Mordet i katedralen. Bonnier. 1939.
  - William Faulkner. Ljus i augusti. Bonnier. 1944.
  - Graham Greene. Makten och härligheten. Norstedt. 1945.
  - Graham Greene. Brighton Rock. Albatross/Norstedt. 1949.
  - T. S. Eliot. Cocktailpartyt. Bonnier. 1950. (avec Erik Mesterton)
  - T. S. Eliot. Privatsekreteraren : en komedi. Bonnier. 1954.
  - Dylan Thomas. Porträtt av konstnären som valp. Bonnier. 1954.
  - Paul Claudel. När dagen vänder : skådespel i tre akter. Bonnier. 1955.
  - Jean Anouilh. Ornifle eller Luftgästen : komedi i fem akter. Wahlström & Widstrand. 1956.

Divers
- 40-tals-lyrik (antologi). Bonnier. 1946. (avec Karl Vennberg)
- Dag Hammarskjöld : inträdestal i Svenska akademien. Norstedt. 1962.
- Tangenter : recensioner och essäer i urval. Bonnier. 1974.
- Halmstadgruppen 50 år. Stiftelsen Halmstadgruppen. 1979.
- Operakritik. Ellerström. 1994.  (ISBN 91-86489-16-X).

## Prix et récompenses
- Prix littéraire du quotidien Svenska Dagbladet (1947)
- Grand prix de la promotion littéraire (1954)
- Prix Bellman (1958)
- Grand prix des Neuf (1961)